# Samir Ghosheh
Samir Ghosheh (Jerusalém, 1937 – Amã, 3 de agosto de 2009) foi um político e líder militar palestino. Ele foi Secretário-Geral da Frente Popular para a Libertação da Palestina.

## Vida
Ghawshah nasceu em Jerusalém em 1937 e recebeu sua educação primária e secundária lá. Ele obteve um bacharelado em odontologia pela Universidade de Damasco, na Síria. Ele se juntou ao movimento pan-arabismo quando era jovem. Após o êxodo palestino, ele co-fundou a PPSF (Palestinian Popular Struggle Front / Frente de luta popular palestina) e foi eleito seu secretário-geral em 1971. Frequentemente em oposição às políticas de Yasser Arafat (sendo parte da Frente Rejeicionista), também recebeu o apoio de vários de governos árabes, especialmente Síria e Líbia.
Em 1991, Ghousha foi eleito membro do Comitê Executivo da OLP, onde representou o partido. O PPSF se separou quando as negociações entre Israel e palestinos começaram em Madrid em 1991, com Ghawshah liderando a facção mais moderada e retornando ao favor de Arafat. A PPSF de Ghawshah aceitou o Acordo de Oslo e atuou como Ministro do Trabalho na Autoridade Nacional Palestina (ANP) resultante em 1994, mas renunciou em 1998 em protesto contra "a corrupção e a falta de uma estratégia palestina conjunta". Publicou sua renúncia em carta, reclamando de irregularidades no sistema de governança da ANP e de aparentes exemplos de corrupção. Ele continuou a servir como Ministro sem pasta, mas a partir de 1999 não teve cargo ministerial. Ele esteve presente nas negociações de Camp David de 2000 como conselheiro de Arafat, e retornou brevemente como Ministro para Jerusalém, formalmente conhecido como Diretor da Casa do Oriente, na ANP entre o final de outubro de 2002 e abril de 2003.

## Morte
Ghawsha morreu em um hospital de Amã em 3 de agosto de 2009 aos 72 anos devido a complicações de câncer. Sua vontade era para ser enterrado em Jerusalém, mas Israel recusou. Em vez disso, ele foi enterrado na Praça do Mártir em al-Bireh. O cortejo fúnebre começou no Hospital Governamental em Ramallah, e seu corpo foi transportado em um veículo militar oficial com a Guarda Presidencial Palestina protegendo o comboio. Os enlutados, que incluíam Yasser Abed Rabbo e o representante de Mahmoud Abbas, Ahmad Abdel Rahman, passaram pela casa da família de Ghawshah e depois até Mukataa em Ramallah para uma cerimônia oficial. O colega da PPSF Ahmed Majdalani sucedeu Ghawshah como secretário-geral em 8 de agosto.